# Róbson Michael Signorini
Róbson Michael Signorini, mais conhecido como Robinho, ou anteriormente como Róbson, (Marialva, 10 de novembro de 1987) é um futebolista brasileiro que atua como meio-campista. Atualmente, atua pelo Brusque.

## Carreira

### Início
Robinho foi formado nas categorias de base do Internacional e após se destacar no Mogi Mirim em 2008, onde foi o artilheiro da equipe na Segunda Divisão Paulista, Robinho acertou contrato de três anos com o Santos.

### Avaí
Em dezembro de 2009 acertou com o Avaí. A sua liberação foi uma das condições da contratação de Marquinhos pelo Santos. No final da temporada, Robinho voltou para o Santos. Disputou alguns jogos pelo Campeonato Paulista e, para o Campeonato Brasileiro, mas logo foi vendido em definitivo ao Avaí em 02 de maio de 2011.
No Estadual, o Avaí encontrou o seu maior rival, o Figueirense, na final e venceu os dois jogos, 3 a 0 no primeiro jogo na Ressacada e 2–1 no Estádio Orlando Scarpelli e sagrou-se Campeão Catarinense de 2012. Robinho esteve entre os titulares nas duas partidas.

### Coritiba
Pelo destaque que obteve pelo Avaí em 22 de maio, após a vitória do Avaí por 1–0 sobre o São Caetano pela segunda rodada do Campeonato Brasileiro da Série B, os dirigentes do Avaí anunciaram a saída de Robinho para o Coritiba.

### Palmeiras
Em 12 de janeiro de 2015, após muitas reuniões e impasses, o Coritiba e o Palmeiras chegaram a um acordo e acertaram a transferência de Robinho para o time paulista. O atleta assinou contrato até o fim de 2019.
Fez sua estreia oficial pelo clube em 31 de janeiro numa vitória sobre o Audax por 3-1, válida pelo Campeonato Paulista. Na mesma partida, marcou seu primeiro gol, após assistência de Allione.
Em 25 de março, na partida contra o São Paulo no Allianz Parque, ainda pelo Campeonato Paulista, Robinho marcou um gol antológico da até então curta história do estádio: aproveitou que o goleiro Rogério Ceni errou um passe fora de sua meta, e acertou um chute do meio de campo, a 42 metros de distância, de cobertura. O gol foi o primeiro da vitória por 3x0 do time alviverde frente ao tricolor paulista. Dias depois, Robinho ganhou uma placa pelo gol, juntamente com o ex-jogador Alex.
Após ser vice-campeão paulista pelo Palmeiras, Robinho foi eleito pela FPF como o "craque da galera", sendo também incluso na seleção do campeonato.
Em dezembro de 2015, Robinho consagrou-se pelo Palmeiras como campeão da Copa do Brasil 2015, após derrotar o Santos na final. No segundo jogo, Robinho deu uma assistência para o primeiro gol de Dudu.

### Cruzeiro
Após começar a temporada de 2016 em má fase pelo Palmeiras, tendo más atuações e sendo eliminado tanto da Copa Libertadores como do Campeonato Paulista, Robinho acertou sua transferência por empréstimo para o Cruzeiro. O contrato com o clube mineiro foi fechado até o fim de 2017.
Após 11 jogos, fez seu primeiro gol com a camisa celeste na vitória de 2-0 sobre o Santa Cruz, no Mineirão, 28/08. Fez um ótimo final de temporada com o Cruzeiro em 2016, indo a rede decisivamente no empate de 1-1, no clássico contra o Atlético-MG em 18/09, no Mineirão
Em janeiro de 2017, Robinho teve seu contrato de empréstimo com o Cruzeiro estendido até o fim de 2019.
Marcou seu primeiro gol de falta pelo Cruzeiro no Campeonato Mineiro 2017, em 29/01 contra o Villa Nova no Mineirão. A partida terminou 2-1 para o time celeste.
Foi protagonista na final da Copa do Brasil 2018, jogo de volta contra o Corinthians em Itaquera. Naquela partida, assinalou o primeiro gol da vitória por 2-1, pegando rebote de Barcos, e abrindo o caminho do hexacampeonato na história do Cruzeiro, o segundo consecutivo.
Novamente deu trabalho para o arquirrival Atlético-MG, dessa vez pelas quartas de final da Copa do Brasil 2019, marcando o 3° gol da goleada por 3-0 e abrindo boa vantagem para o jogo de volta.
Em 10 de julho de 2019, acertou a renovação com o clube celeste até dezembro de 2021. Porém, em 5 de junho do ano seguinte, teve seu contrato rescindido devido dificuldades financeiras vividas pelo clube mineiro.
Pelo Cruzeiro, Robinho disputou 180 partidas, marcando 25 gols e dando 32 assistências.

### Grêmio
Em 11 de agosto de 2020, Robinho foi anunciado como contratação do Grêmio, com contrato até o final da temporada. Ele vestirá a camiseta 18 no clube.

### Retorno ao Coritiba
Em fevereiro de 2021, Robinho assinou contrato de dois anos com o Coritiba. Em novembro de 2022, foi anunciada sua saída, após divergências na renovação do contrato.
Robinho somou 196 partidas, 19 gols e nove assistências com a camisa do Coxa em suas duas passagens.

## Estatísticas
Até 15 de junho de 2022.

### Clubes
| Clube             | Temporada         | Campeonato nacional | Campeonato nacional | Campeonato nacional | Copa nacional[a] | Copa nacional[a] | Copa nacional[a] | Competições continentais[b] | Competições continentais[b] | Competições continentais[b] | Outros torneios[c] | Outros torneios[c] | Outros torneios[c] | Total | Total | Total   |
| Clube             | Temporada         | Jogos               | Gols                | Assist.             | Jogos            | Gols             | Assist.          | Jogos                       | Gols                        | Assist.                     | Jogos              | Gols               | Assist.            | Jogos | Gols  | Assist. |
| ----------------- | ----------------- | ------------------- | ------------------- | ------------------- | ---------------- | ---------------- | ---------------- | --------------------------- | --------------------------- | --------------------------- | ------------------ | ------------------ | ------------------ | ----- | ----- | ------- |
| Palmeiras         | 2015              | 25                  | 3                   | 6                   | 8                | 1                | 3                | —                           | —                           | —                           | 19                 | 5                  | 6                  | 52    | 9     | 15      |
| Palmeiras         | 2016              | 0                   | 0                   | 0                   | 0                | 0                | 0                | 5                           | 0                           | 2                           | 16                 | 2                  | 4                  | 21    | 2     | 9       |
| Palmeiras         | Total             | 25                  | 3                   | 6                   | 8                | 1                | 3                | 5                           | 0                           | 2                           | 35                 | 7                  | 10                 | 73    | 11    | 24      |
| Cruzeiro          | 2016              | 24                  | 4                   | 7                   | 6                | 3                | 2                | 0                           | 0                           | 0                           | —                  | —                  | —                  | 30    | 7     | 9       |
| Cruzeiro          | 2017              | 18                  | 3                   | 2                   | 8                | 3                | 0                | 0                           | 0                           | 0                           | 9                  | 2                  | 0                  | 35    | 8     | 2       |
| Cruzeiro          | 2018              | 28                  | 1                   | 2                   | 8                | 1                | 2                | 8                           | 1                           | 1                           | 14                 | 1                  | 4                  | 58    | 4     | 9       |
| Cruzeiro          | 2019              | 27                  | 1                   | 1                   | 6                | 1                | 1                | 7                           | 0                           | 1                           | 13                 | 2                  | 5                  | 53    | 4     | 8       |
| Cruzeiro          | 2020              | 0                   | 0                   | 0                   | 1                | 0                | 0                | —                           | —                           | —                           | 1                  | 0                  | 0                  | 1     | 0     | 0       |
| Cruzeiro          | Total             | 97                  | 9                   | 12                  | 28               | 8                | 5                | 15                          | 1                           | 2                           | 37                 | 5                  | 9                  | 177   | 23    | 28      |
| Grêmio            | 2020              | 11                  | 0                   | 2                   | 0                | 0                | 0                | 4                           | 0                           | 0                           | 1                  | 0                  | 0                  | 16    | 0     | 2       |
| Grêmio            | Total             | 11                  | 0                   | 2                   | 0                | 0                | 0                | 4                           | 0                           | 0                           | 1                  | 0                  | 0                  | 16    | 0     | 2       |
| Coritiba          | 2021              | 32                  | 0                   | 5                   | 4                | 0                | 0                | —                           | —                           | —                           | 5                  | 0                  | 0                  | 41    | 0     | 5       |
| Coritiba          | 2022              | 10                  | 0                   | 0                   | 3                | 1                | 1                | —                           | —                           | —                           | 7                  | 0                  | 0                  | 20    | 1     | 1       |
| Coritiba          | Total             | 42                  | 0                   | 5                   | 7                | 1                | 1                | 0                           | 0                           | 0                           | 12                 | 0                  | 0                  | 61    | 1     | 6       |
| Total na carreira | Total na carreira | 175                 | 12                  | 25                  | 43               | 10               | 9                | 24                          | 1                           | 4                           | 85                 | 12                 | 19                 | 327   | 35    | 60      |

- a. ^ Jogos da Copa do Brasil
- b. ^ Jogos da Copa Libertadores da América
- c. ^ Jogos do Amistoso, Campeonato Paulista, Copa Antel e Primeira Liga

## Títulos
Mogi Mirim
- Campeonato Paulista Sub-20: 2006

Avaí
- Campeonato Catarinense: 2010, 2012

Santos
- Copa Libertadores da América: 2011
- Campeonato Paulista: 2011[29]

Coritiba
- Campeonato Paranaense: 2013, 2022

Palmeiras
- Copa do Brasil: 2015

Cruzeiro
- Copa do Brasil: 2017, 2018
- Campeonato Mineiro: 2018, 2019

Grêmio
- Campeonato Gaúcho: 2020

Paysandu
- Campeonato Paraense: 2024
- Copa Verde: 2024

## Prêmios individuais
- Seleção do Campeonato Paulista - Série A1: 2015.[30]
- Craque da galera do Campeonato Paulista - Série A1: 2015.[30]